# 馬克士威方程組的歷史

詹姆斯·馬克士威

現代馬克士威方程組的四個方程式，都可以在詹姆斯·馬克士威的1861年論文《論物理力線》、1865年論文《電磁場的動力學理論》和於1873年發行的名著《電磁通論》的第二冊，第四集，第九章"電磁場的一般方程式"裏，找到可辨認的形式，儘管沒有任何向量標記和梯度符號的蛛絲馬跡。《電磁通論》這本往後物理學生必讀的教科書的發行日期，早於黑維塞、海因里希·赫茲等等的著作。但早期麦克斯韦的方程组有20条方程，今天通用的麦克斯韦方程组只有4条方程，这个利用向量方向简化麦克斯韦方程组的工作则由黑維塞完成。

## 馬克士威方程組的演化
馬克士威方程組這術語原本指的是馬克士威於1865年在論文《電磁場的動力學理論》提出的一組八個方程式。但是，現在常見的馬克士威方程組，乃是經過黑維塞於1884年編排修改而成的四個方程式。同時期，吉布斯和赫茲分別都研究出類似的結果。有很久一段時間，這些方程式被總稱為赫茲-黑維塞方程組、馬克士威-赫茲方程組或馬克士威-黑維塞方程組
。
馬克士威寫出的這些方程式，對於電磁學的貢獻，主要是在他1861年的論文《論物理力線》內，他將位移電流項目加入了安培定律，將安培定律修改成馬克士威-安培定律。這添加的項目使他後來在論文《電磁場的動力學理論》中，能夠推導出電磁波方程式，在理論上證明了光波就是電磁波。
馬克士威認為位勢變量（電勢和磁向量勢）是他的方程組的中心概念。對於這想法，黑維塞強烈地駁斥，認為位勢屬於形上學的概念，只有電場和磁場才是最基礎、最實際的物理量。他試著除去方程組內的位勢變量。黑維塞努力研究的結果是一雙對稱的方程式：
{\displaystyle \mathbf {J} _{H}=\nabla \times \mathbf {H} }、
{\displaystyle \mathbf {M} =-\nabla \times \mathbf {E} }；
其中，{\displaystyle \mathbf {J} _{H}}是包括位移電流密度在內的總電流密度，{\displaystyle \mathbf {H} }是磁場強度，{\displaystyle \mathbf {E} }是電場，{\displaystyle \mathbf {M} }是總磁流密度。
總磁流密度{\displaystyle \mathbf {M} }定義為
{\displaystyle \mathbf {M} \ {\stackrel {def}{=}}\ {\frac {\partial \mathbf {B} }{\partial t}}+\mathbf {m} _{c}}；
其中，{\displaystyle \mathbf {B} }是磁場，{\displaystyle \mathbf {m} _{c}}是磁荷的運動所產生的磁流。
到現在為止，由於物理學家還沒有找到任何磁粒子，{\displaystyle \mathbf {m} _{c}}可以設定為零。
在1860年代麦克斯韦总结电磁关系方程组的过程中，也对安培定律做出过修改。当时已知的对恒定电流的磁场方程（即安培定律）为
{\displaystyle \nabla \times \mathbf {B} ={\frac {\mathbf {j} }{\epsilon _{0}c^{2}}}}；
其中 {\displaystyle \mathbf {j} }为电流通量。后来他注意到这个式子有点奇怪，因为当取这个方程的散度，左边为零，因为一个旋度的散度始终为零；所以这一方程要求 {\displaystyle \mathbf {j} } 的散度也是零。但如果这样，则电流总通量本身 {\displaystyle \mathbf {j} } 也将是零，否则就不能满足电荷守恒，即
{\displaystyle \nabla \mathbf {j} =-{\frac {\partial \rho }{\partial t}}}.
麦克斯韦认识到这个困难后提出通过添加一个{\displaystyle {\frac {\partial \mathbf {E} }{\partial t}}}的新项来避免这个问题，即把安培定律修改为
{\displaystyle \nabla \times \mathbf {B} ={\frac {\mathbf {j} }{\epsilon _{0}c^{2}}}+{\frac {\partial \mathbf {E} }{\partial t}}}；
这样一来，当取上式的散度时，
{\displaystyle \nabla \cdot \mathbf {j} +\epsilon _{0}{\frac {\partial }{\partial t}}\nabla \cdot \mathbf {E} =0}.
由高斯定律已知电场{\displaystyle \mathbf {E} }的散度为{\displaystyle \nabla \cdot \mathbf {E} ={\frac {\rho }{\epsilon _{0}}}},将其带入上式则得到了{\displaystyle \nabla \mathbf {j} =-{\frac {\partial \rho }{\partial t}}}.可见麦克斯韦添加了一个新项后的安培定律的电荷是守恒的。
这个被麦克斯韦修改后的安培定律成为今天通用的安培定律。 因此，也有人把这个修改后的安培定律称为“麦克斯韦-安培方程”。
对于添加的新的项 {\displaystyle {\frac {\partial \mathbf {E} }{\partial t}}} ，可以理解为位移电流项。对于这个新方程的物理意义，麦克斯韦曾尝试利用弹性固体那样的真空模型以及机械模型来进行解释。但这些解释并不令人满意；有物理学家认为重要的在于麦克斯韦方程组本身是正确的，而不必在乎是用哪种物理模型来得到这些答案的。

## 論文《論法拉第力線》
在那時期的電磁學可以形容為眾多實驗結果和數學分析的大雜燴，急需整合成一套內外一致，有條有理的學術理論。裝備著劍橋大學物理系對於物理學生精心栽培的比擬能力，馬克士威試圖創建一個能夠描述各種電磁現象的模型。在他的1855年論文《論法拉第力線》裏，馬克士威將法拉第想出的力線延伸為裝滿了不可壓縮流體的「力管」。這力管的方向代表力場（電場或磁場）的方向，力管的截面面積與力管內的流體速度成反比，而這流體速度可以比擬為電場或磁場。既然電場或磁場能夠比擬為流體速度，當然可以要求電場或磁場遵守流體力學的部分理論。那麼，借用流體力學的一些數學框架，即可推導出一系列初成形的電磁學雛論。
在這篇論文的後半部，馬克士威他將法拉第的電緊張態辨識為開爾文男爵的磁矢勢，並且對於電緊張態給出嚴格定義。這是馬克士威學術生涯中的第一個重要突破。

## 論文《論物理力線》

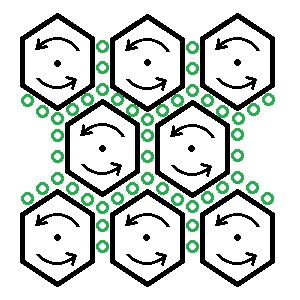
分子渦流模型示意圖：均勻磁場的磁力線從顯示器往外指出，以黑色矢點表示。六角形分子的渦流方向呈反時針方向。綠色圓球代表圓粒，旋轉方向呈順時針方向。

1861年，馬克士威在發表的一篇論文《論物理力線》裏，提出了「分子渦流模型」。由於法拉第效應顯示出，在通過介質時，偏振光會因為外磁場的作用，轉變偏振的方向，因此，馬克士威認為磁場是一種旋轉現象。在他設計的「分子渦流模型」裏，他將力線延伸為「渦流管」。許多單獨的「渦胞」（渦旋分子）組成了一條條的渦流管。在這渦胞內部，不可壓縮流體繞著旋轉軸以均勻角速度旋轉。由於離心力作用，在渦胞內部的任意微小元素會感受到不同的壓力。知道這壓力的分佈，就可以計算出微小元素感受到的作用力。透過分子渦流模型，馬克士威詳細地分析與比擬這作用力內每一個項目的物理性質，合理地解釋各種磁場現象和其伴隨的作用力。
馬克士威對於分子渦流模型提出幾點質疑。假設鄰近兩條磁力線的渦胞的旋轉方向相同。假若這些渦胞之間會發生摩擦，則渦胞的旋轉會越來越慢，終究會停止旋轉；假若這些渦胞之間是平滑的，則渦胞會失去傳播資訊的能力。為了要避免這些棘手的問題，馬克士威想出一個絕妙的點子：他假設在兩個相鄰渦胞之間，有一排微小圓珠，將這兩個渦胞隔離分開。這些圓珠只能滾動（rolling），不能滑動。圓珠旋轉的方向相反於這兩個渦胞的旋轉方向，這樣，就不會引起摩擦。圓珠的平移速度是兩個渦胞的周邊速度的平均值。這是一種運動關係，不是動力關係。馬克士威將這些圓珠的運動比擬為電流。從這模型，經過一番複雜的運算，馬克士威能夠推導出安培定律、法拉第感應定律等等。
馬克士威又給予這些渦胞一種彈性性質。假設施加某種外力於圓珠，則這些圓珠會轉而施加切力於渦胞，使得渦胞變形。這代表了一種靜電狀態。假設外力與時間有關，則渦胞的變形也會與時間有關，因而形成了電流。這樣，馬克士威可以比擬出電位移和位移電流。不但是在介質內，甚至在真空（馬克士威認為沒有完全的真空，乙太瀰漫於整個宇宙），只要有磁力線，就有渦胞，位移電流就可以存在。因此，馬克士威將安培定律加以延伸，增加了一個有關於位移電流的項目，稱為「馬克士威修正項」。聰明睿智的馬克士威很快地聯想到，既然彈性物質會以波動形式傳播能量於空間，那麼，這彈性模型所比擬的電磁場應該也會以波動形式傳播能量於空間。不但如此，電磁波還會產生反射，折射等等波動行為。馬克士威計算出電磁波的傳播速度，發覺這數值非常接近於，先前從天文學得到的，光波傳播於行星際空間（interplanetary space）的速度。因此，馬克士威斷定光波就是一種電磁波。
現今常見的馬克士威方程組，在論文內出現了很多次：
1. 在論文內，方程式（56）是高斯磁定律：
{\displaystyle {\frac {d}{dx}}(\mu \alpha )+{\frac {d}{dy}}(\mu \beta )+{\frac {d}{dz}}(\mu \gamma )=0} ;

其中，{\displaystyle \mu }是渦胞的質量密度，對應於磁導率，{\displaystyle \alpha }、{\displaystyle \beta }、{\displaystyle \gamma }分別為渦胞的週邊速度向量的三個投影於x-軸、y-軸和z-軸的分量，對應於{\displaystyle \mathbf {H} }的三個分量。
2. 方程式（112）是馬克士威-安培定律：
{\displaystyle p={\frac {1}{4\pi }}\left({\frac {d\gamma }{dy}}-{\frac {d\beta }{dz}}-{\frac {1}{E^{2}}}{\frac {dP}{dt}}\right)}、
{\displaystyle q={\frac {1}{4\pi }}\left({\frac {d\alpha }{dz}}-{\frac {d\gamma }{dx}}-{\frac {1}{E^{2}}}{\frac {dQ}{dt}}\right)}、
{\displaystyle r={\frac {1}{4\pi }}\left({\frac {d\beta }{dx}}-{\frac {d\alpha }{dy}}-{\frac {1}{E^{2}}}{\frac {dR}{dt}}\right)}；
其中，{\displaystyle p}、{\displaystyle q}、{\displaystyle r}分別為每秒鐘通過單位面積的圓粒數量向量的三個分量，分別對應於電流密度{\displaystyle \mathbf {J} }的三個分量，{\displaystyle P}、{\displaystyle Q}、{\displaystyle R}分別為在渦胞之間的圓粒所感受到的作用力的三個分量，分別對應於電場{\displaystyle \mathbf {E} }的三個分量。

這方程式右邊第三個項目是包括了位移電流的馬克士威修正項。後來，他在1865年的論文《電磁場的動力學理論》中，延續先前的點子，推導出電磁波方程式，在理論上證明了光波是電磁波。很有趣地是，完全沒有使用到位移電流的概念，古斯塔夫·基爾霍夫就能夠於1857年推導出電報方程式（telegraph equations）。但是，他使用的是帕松方程式和電荷連續方程式。位移電流的數學要素就是這兩個方程式。可是，基爾霍夫認為他的方程式只適用於導線內部。因此，他始終沒有發覺光波就是電磁波的事實。
3. 方程式（115）是高斯定律：
{\displaystyle e={\frac {1}{4\pi E^{2}}}\left({\frac {dP}{dx}}+{\frac {dQ}{dy}}+{\frac {dR}{dz}}\right)} ;

其中，{\displaystyle e}是單位體積的圓粒數量，對應於電荷密度{\displaystyle \rho }，{\displaystyle E}是渦胞的彈性常數，對應於電容率{\displaystyle \epsilon }的平方根的倒數。
4. 方程式（54）是
{\displaystyle {\frac {dQ}{dz}}-{\frac {dR}{dy}}=\mu {\frac {d\alpha }{dt}}}、
{\displaystyle {\frac {dR}{dx}}-{\frac {dP}{dz}}=\mu {\frac {d\beta }{dt}}}、
{\displaystyle {\frac {dP}{dy}}-{\frac {dQ}{dx}}=\mu {\frac {d\gamma }{dt}}}；
方程式（77）是
{\displaystyle P=\mu \gamma {\frac {dy}{dt}}-\mu \beta {\frac {dz}{dt}}+{\frac {dF}{dt}}-{\frac {d\Psi }{dx}}}、
{\displaystyle Q=\mu \alpha {\frac {dz}{dt}}-\mu \gamma {\frac {dx}{dt}}+{\frac {dG}{dt}}-{\frac {d\Psi }{dy}}}、
{\displaystyle R=\mu \beta {\frac {dx}{dt}}-\mu \alpha {\frac {dy}{dt}}+{\frac {dH}{dt}}-{\frac {d\Psi }{dz}}}；
其中，{\displaystyle F}、{\displaystyle G}、{\displaystyle H}分別為在渦胞之間的圓粒的動量的三個分量，分別對應於磁向量勢{\displaystyle \mathbf {A} }的三個分量，{\displaystyle \Psi }是圓粒與圓粒相互作用於對方的壓力，對應於電勢{\displaystyle \phi }。

方程式（54）是黑維塞指為法拉第感應定律的方程式。法拉第的原本的通量定律將含時方面和運動方面的問題合併在一起處理。馬克士威用方程式（54）來專門處理電磁感應涉及的含時方面的問題，用方程式（77）來處理電磁感應涉及的運動方面的問題。稍後列出的原本的八個馬克士威方程式之中的方程式（D）就是方程式（77），對應於現在的勞侖茲力定律。當亨德里克·勞侖茲還是年輕小伙子的時候，馬克士威就已經推導出這方程式了。

## 論文《電磁場的動力學理論》
於1864年，馬克士威發表了論文《電磁場的動力學理論》。這篇論文的第三節的標題為電磁場一般方程式，在這節裏，馬克士威寫出了二十個未知量的二十個方程式；其中，有十八個方程式可以用六個向量方程式集中表示（對應於每一個直角坐標軸，有一個方程式），另外兩個是純量方程式。所以，以現代向量標記，馬克士威方程組可以表示為八個方程式，分別為
（A）總電流定律
{\displaystyle \mathbf {J} _{tot}=\mathbf {J} +{\frac {\partial \mathbf {D} }{\partial t}}}、
（B）磁場方程式
{\displaystyle \mu \mathbf {H} =\nabla \times \mathbf {A} }、
（C）安培環流定律
{\displaystyle \nabla \times \mathbf {H} =\mathbf {J} _{tot}}、
（D）勞侖茲力方程式
{\displaystyle \mathbf {E} =\mu \mathbf {v} \times \mathbf {H} -{\frac {\partial \mathbf {A} }{\partial t}}-\nabla \phi }、
（E）電彈性方程式
{\displaystyle \mathbf {E} ={\frac {1}{\epsilon }}\mathbf {D} }、
（F）歐姆定律
{\displaystyle \mathbf {E} ={\frac {1}{\sigma }}\mathbf {J} }、
（G）高斯定律
{\displaystyle \nabla \cdot \mathbf {D} =\rho }、
（H）連續方程式
{\displaystyle \nabla \cdot \mathbf {J} =-{\frac {\partial \rho }{\partial t}}}。
在這篇論文裡，馬克士威推導出光波是一種電磁現象。在他的導引裏，他並沒有用法拉第感應定律，而是用方程式（D）來解釋電磁感應作用。現代教科書大多是用法拉第感應定律來解釋電磁感應作用。事實上，他的八個方程式裏，並沒有包括法拉第感應方程式在內。
這篇論文明確地闡明，能量儲存於電磁場內。因此，它在歷史上首先建立了場論的基礎概念。

## 教科書《電磁通論》
發行於1873年，馬克士威親自著作的《電磁通論》是一本電磁學教科書。在這本書內，方程式被收集成兩組。第一組是
{\displaystyle \mathbf {E} =-\nabla \phi -{\frac {\partial \mathbf {A} }{\partial t}}}、
{\displaystyle \mathbf {B} =\nabla \times \mathbf {A} }；
其中，{\displaystyle \phi }是電勢，{\displaystyle \mathbf {A} }是磁向量勢。
第二組是
{\displaystyle \nabla \cdot \mathbf {D} =\rho }、
{\displaystyle \nabla \times \mathbf {H} -{\frac {\partial \mathbf {D} }{\partial t}}=\mathbf {J} }。
從第一組的兩個方程式，分別取旋度和散度，則可得到法拉第感應定律和高斯磁定律的方程式：
{\displaystyle \nabla \times \mathbf {E} =-\nabla \times {\frac {\partial \mathbf {A} }{\partial t}}=-{\frac {\partial \mathbf {B} }{\partial t}}}、
{\displaystyle \nabla \cdot \mathbf {B} =0}。